# Лясковский, Николай Евстафьевич
Николай Евстафьевич Лясковский (1840—1893) — русский агрохимик, ординарный профессор Московского университета.

## Биография
Происходил из дворян евангелическо-лютеранского исповедания. Его родители — Евстафий Эрастович (Густав Адольф) фон Лясковский и Амалия Элькнер. Племянник Н. Э. Лясковского. 
Учился в Московском университете (1856—1860), где окончил со степенью кандидата естественное отделение физико-математического факультета. В течение года на собственные средства изучал агрономию за границей; слушал лекции известных профессоров в Гогенгеймской земледельческой академии. Затем изучал практическую постановку сельского хозяйства в имении графа Бреслера-Лауске — Эренберг (возле Вальдхайма в Саксонии). В 1863 году Лясковский возвратился в Россию и приступил к подготовке магистерской диссертации, которую защитил в 1865 году; тема исследования: «О химическом составе пшеничного зерна». Получив степень магистра сельского хозяйства он был назначен приват-доцентом Московского университета по кафедре сельского хозяйства; с 1871 года — доцент. В 1872 году после ухода Я. Н. Калиновского Лясковский возглавил кафедру агрономической химии. Также он читал лекции в Московской земледельческой школе.
В скором времени он стал членом Московского общества сельского хозяйства и совершил научную заграничную поездку.
В феврале 1874 года он защитил диссертацию на степень доктора агрономии: «Прорастание тыквенных семян в химическом отношении», и был назначен экстраординарным профессором по кафедре агрономической химии, которую возглавлял до 1890 года; с 1884 года — как ординарный профессор. В 1890 году Лясковский получил звание «заслуженного профессора», с 1891 года был членом учёного комитета Министерства государственных имуществ. С 1892 года — член Вольного экономического общества.
Передав кафедру агрономии своему ученику А. Н. Сабанину, Лясковский оставил Московский университет и переехал в Санкт-Петербург, где был членом ученого комитета Министерства государственных имуществ.
В 1893 году умер в городе Харьков, где и похоронен.

## Труды
- О химическом составе пшеничного зерна. — М.: Унив. тип. (Катков и К°), 1865
- Прорастание тыквенных семян в химическом отношении. — М.: Унив. тип. (Катков и К°), 1874
- Краткое руководство к сельскому хозяйству в приложении к оценке земель. — СПб.: А.Ф. Девриен, 1880